# Nonaspe
Nonaspe (aragónul Nonasp) település Spanyolországban,  Zaragoza tartományban. Nonaspe Batea, La Pobla de Massaluca, Mequinenza, Fayón és Fabara községekkel határos. Lakosainak száma 1012 fő (2024).

## Népesség
A település népessége az utóbbi években az alábbiak szerint változott:
| Lakosok száma | 1040 | 1042 | 1056 | 1083 | 1064 | 1016 | 964  | 961  | 1011 | 1012 |
|               | 2001 | 2004 | 2007 | 2009 | 2012 | 2014 | 2017 | 2019 | 2022 | 2024 |